# 许仲秋
许仲秋（1952年—），湖南衡东人，汉族，中华人民共和国政治人物、第十二届全国人民代表大会湖南地区代表。
毕业于湖南工程学院机械设计与制造专业。加入中国共产党。担任湖南机油泵股份有限公司董事长兼总经理。2008年起担任全国人大代表。2013年，担任全国人大代表。2018年2月24日，当选为第十三届全国人大代表。